# Biscutella calduchii
Biscutella calduchii là một loài thực vật có hoa trong họ Cải. Loài này được (O.Bolòs & Masclans) Mateo & M.B.Crespo mô tả khoa học đầu tiên năm 1990.